# Балашовка
Балашо́вка (рос. Балашовка) — присілок у складі Шегарського району Томської області, Росія. Входить до складу Північного сільського поселення.
Стара назва — Балашевський.

## Населення
Населення — 14 осіб (2010; 22 у 2002).
Національний склад (станом на 2002 рік):
- росіяни — 91 %